# Kelly (Devon)
Kelly – wieś w Anglii, w hrabstwie Devon, w dystrykcie West Devon.